# La Democracia
La Democracia é uma cidade da Guatemala do departamento de Escuintla.